# Elecciones estatales de Veracruz de 1985
Las elecciones estatales de Veracruz de 1985 se llevó a cabo el domingo 6 de octubre de 1985, simultáneamente con las elecciones federales pasadas y en ellas se renovarán los siguientes cargos de elección popular:
- 211 Ayuntamientos. Formados por un Presidente Municipal y regidores, electo para un período inmediato de tres años no reelegibles de manera consecutiva.
- Diputados al Congreso del Estado. Electos por una mayoría de cada uno de los Distritos Electorales.

## Resultados Electorales

### Municipios

#### Municipio de Xalapa
- Salvador Valencia Carmona  Hecho

#### Municipio de Veracruz
- Gerardo Poo Ulibarri  Hecho